# Европско првенство у атлетици за млађе сениоре 2017 — 10.000 метара за мушкарце
Такмичење у трчању на 10.000 метара у мушкој конкуренцији на 11. Европском првенству у атлетици за млађе сениоре 2017. у Бидгошћу одржано је 13. јула 2017. на стадиону Жђислав Кшишковјак.
Титулу освојену у Талину 2015, није бранио Али Каја из Турске јер је прешао у сениоре.

## Земље учеснице
Учествовало је 19 такмичара из 13 земаља.
1. Белгија (1)
2. Израел (3)
3. Мађарска (1)
4. Немачка (2)
5. Пољска (1)
6. Португалија (1)
7. Уједињено Краљевство (1)
8. Украјина (1)
9. Финска (1)
10. Француска (1)
11. Холандија (2)
12. Шведска (1)
13. Шпанија (3)

## Освајачи медаља
|                       |                         |                                  |
| Карлос Мајо · Шпанија | Аманал Петрос · Немачка | Емануел Рудолф-Левис · Француска |

## Квалификациона норма
Требало је да квалификациону норму такмичари остваре у периоду од 1. јануара 2016. до 4. јула 2017. године.
| Норма    |
| -------- |
| 30:15,00 |

## Сатница
| Датум   | Време | Коло   |
| ------- | ----- | ------ |
| 13. јул | 18:30 | Финале |

## Рекорди
| Рекорди пре почетка Европског првенства 2017. | Рекорди пре почетка Европског првенства 2017. | Рекорди пре почетка Европског првенства 2017. | Рекорди пре почетка Европског првенства 2017. | Рекорди пре почетка Европског првенства 2017. | Рекорди пре почетка Европског првенства 2017. |
| Рекорди                                       | Атлетичар                                     | Земља                                         | Време                                         | Место                                         | Датум                                         |
| --------------------------------------------- | --------------------------------------------- | --------------------------------------------- | --------------------------------------------- | --------------------------------------------- | --------------------------------------------- |
| Европски рекорд У-23                          | Али Каја                                      | Турска                                        | 27:24,09                                      | Мерсин, Турска                                | 2. мај 2015.                                  |
| Рекорди европских првенстава У-23             | Али Каја                                      | Турска                                        | 27:53,38                                      | Талин, Естонија                               | 9. јул 2015.                                  |
| Најбољи европски резултат сезоне У-23         | Жилијен Вандерс                               | Швајцарска                                    | 28:06,17                                      | Уелва, Шпанија                                | 8. април 2017.                                |

### Најбољи европски резултати у 2017. години
Десет најбољих атлетичара у трци на 10.000 метара 2017. године до почетка првенства (12. јул 2017), имали су следећи пласман на европској ранг листи.
| 1.  | Жилијен Вандерс,      | Швајцарска       | 28:06,17 | 8. април  |
| 2.  | Карлос Мајо,          | Шпанија          | 28:48,41 | 10. јун   |
| 3.  | Мохамед Зароуни,      | Шпанија          | 28:54,03 | 8. април  |
| 4.  | Барт ван Нунен,       | Холандија        | 28:57,73 | 20. мај   |
| 5.  | Елис Крос,            | Велика Британија | 29:00,49 | 20. мај   |
| 6.  | Ноах Схуте,           | Холандија        | 29:05.17 | 31. март  |
| 7.  | Емануел Рудолф-Левис, | Француска        | 29:08,24 | 29. април |
| 8.  | Микола Низхник,       | Украјина         | 29:14,75 | 30. април |
| 9.  | Аманал Петрос,        | Немачка          | 29:15,62 | 13. мај   |
| 10. | Букајав Маледе,       | Израел           | 29:24.18 | 20. април |

Такмичарке чија су имена подебљана учествовале су на ЕП.

## Резултати

### Финале
Финале је одржано 13. јула 2017. године у 18:30.,
| Место | Атлетичар            | Земља                | ЛР       | ЛРС      | Резултат | Белешка |
| ----- | -------------------- | -------------------- | -------- | -------- | -------- | ------- |
|       | Карлос Мајо          | Шпанија              | 28:48,41 | 28:48,41 | 29:28,06 |         |
|       | Аманал Петрос        | Немачка              | 29:15,62 | 29:15,62 | 29:34,94 |         |
|       | Емануел Рудолф-Левис | Француска            | 29:08,24 | 29:08,24 | 29:42,85 |         |
| 4.    | Мохамед Зароуни      | Шпанија              | 28:54,03 | 28:54,03 | 29:52,02 |         |
| 5.    | Елис Крос            | Уједињено Краљевство | 29:00,49 | 29:00,49 | 29:53,64 |         |
| 6.    | Тобијас Блум         | Шпанија              | 29:32,52 | 29:32,52 | 29:54,02 |         |
| 7.    | Бенце Бичак          | Мађарска             | 29:39,22 | 29:39,22 | 29:54,82 |         |
| 8.    | Микола Низхник       | Украјина             | 29:14,75 | 29:14,75 | 29:55,97 |         |
| 9.    | Барт ван Нунен       | Холандија            | 28:57,73 | 28:57,73 | 29:56,31 |         |
| 10.   | Шмуел Абухаи         | Израел               | 30:04,56 | 30:04,56 | 30:09,37 |         |
| 11.   | Робин Ринанен        | Финска               | 29:55,86 | 29:55,86 | 30:14,14 |         |
| 12.   | Јаго Рохо            | Шпанија              | 29:53,78 | 29:53,78 | 30:23,09 |         |
| 13.   | Мануел де Бекер      | Холандија            | 29:29,17 | 29:29,17 | 30:25,08 |         |
| 14.   | Дитер Керстен        | Белгија              | 28:57,79 | 29:29,89 | 30:36,63 |         |
| 15.   | Тадесе Гетахон       | Израел               | 29:46,05 | 29:46,05 | 30:37,49 |         |
| 16.   | Букајав Маледе       | Израел               | 29:24,18 | 29:24,18 | 31:02,24 |         |
| 17.   | Гжегож Ебел          | Пољска               | 29:55,77 | 29:55,77 | 31:02,43 |         |
| 18.   | Мигел Маркуес        | Португалија          | 29:51,27 | 29:51,27 | 31:08,92 |         |
|       | Габријел Стефенсен   | Шведска              | 30:03.31 | 30:03.31 | НЗ       |         |